# Rhyacophila alpina
Rhyacophila alpina là một loài Trichoptera trong họ Rhyacophilidae.